# Luksemburscy posłowie do Parlamentu Europejskiego 1989–1994
Luksemburscy posłowie III kadencji do Parlamentu Europejskiego zostali wybrani w wyborach przeprowadzonych 18 czerwca 1989.

## Lista posłów
Wybrani z listy Chrześcijańsko-Społecznej Partii Ludowej
- Nicolas Estgen
- Astrid Lulling
- Viviane Reding

Wybrani z listy Luksemburskiej Socjalistycznej Partii Robotniczej
- Ben Fayot
- Marcel Schlechter, poseł do PE od 9 października 1990

Wybrana z listy Partii Demokratycznej
- Lydie Polfer, poseł do PE od 12 czerwca 1990

Byli posłowie III kadencji do PE
- Robert Krieps (LSAP), do 1 sierpnia 1990, zgon
- Colette Flesch (DP), do 5 czerwca 1990